# Геркус Мантас (фильм)
«Геркус Мантас» (лит. Herkus Mantas) — художественный кинофильм режиссёра Марионаса Гедриса.

## Сюжет
Историческая драма «Геркус Мантас» посвящёна памяти уничтоженного Тевтонским Орденом прусского народа.
Действие происходит в XIII веке. В основе сюжета — трагическая судьба вождя пруссов-натангов Геркуса Мантаса, или Генриха Монте, возглавившего национально-освободительное восстание прусских племен против Тевтонского Ордена (1260—1273). Взятый в детстве в заложники поработителями-крестоносцами, воспитанный в католической вере, заслуживший рыцарский плащ и принявший немецкое имя Генриха Монте, он жертвует всем ради независимости своего народа.

## В ролях
- Антанас Шурна — Геркус Мантас, отец Геркуса Мантаса — вожди пруссов (дублировал Юрий Пузырёв)
- Эугения Плешките — Котрина
- Альгимантас Масюлис — Самилис
- Стасис Петронайтис — Кольтис
- Пранас Пяулокас — Ауктума
- Альгимантас Вошчикас — Глапас
- Александр Вокач — рыцарь Гирхальс
- Гедиминас Гирдвайнис — Йоган
- Витаутас Паукште — епископ
- Гедиминас Карка — Алепсис
- Стяпас Юкна — герцог Тевтонского ордена
- Дануте Криштопайтите — Княжна (в титрах — Д. Лапенене)
- Викторас Шинкарюкас — Висгауда
- Леонардас Зельчюс — пленный крестоносец
- Гражина Блинайте-Кярнагене — эпизод (в титрах Г. Кярнагене)
- Гедиминас Пранцкунас — эпизод
- Стасис Паска — странник
- Альфонас Радзявичюс — вождь пруссов
- Эдуардас Кунавичюс — монах Тевтонского ордена
- Эйнари Коппель — Хартмут фон Грумбах, комтур ордена

## Съёмочная группа
- Режиссёр: Марионас Гедрис
- Сценарист: Саулюс Шальтянис
- Оператор: Йонас Томашявичус
- Художник: Альгирдас Ничюс
- Композитор: Гедрюс Купрявичюс

## Награды
- 1973 — Вторая премия по художественным фильмам — VI Всесоюзный кинофестиваль (Алма-Ата)[1][2].